# Awolnation
Awolnation, stylisé AWOLNATION, est un groupe de rock électronique américain, originaire de Los Angeles, en Californie. Il s'agit du projet solo d'Aaron Bruno, ancien membre des groupes Under the Influence of Giants et Hometown Hero. Le groupe est distribué par le label Red Bull Records. Le premier maxi du groupe, Back from Earth, est sorti sur iTunes le 18 mai 2010.

## Biographie

### Formation et débuts (2009–2010)
Awolnation est formé en 2009 lorsque Aaron Bruno est approché par le label Red Bull Records, qui lui propose d'utiliser gratuitement un studio d'enregistrement à Los Angeles. Bruno écrit et enregistre quelques chansons et passe un « accord » avec le label. Awolnation est dérivé d'un surnom donné à Bruno lorsqu'il était à l'école secondaire. Dans une entrevue donnée à Kristin Houser de LA Music Blog, il déclare qu'à l'époque, il « partait sans dire au revoir, parce que c'était plus simple. C'est de là que vient le surnom AWOL (acronyme d'absent without official leave). »

### Megalithic Symphony(2011–2014)
En 2011, le groupe sort son premier single, Sail, qui s'installe directement à la trentième place du classement Billboard américain. Il culmine à la 10e sur des morceaux de Rock US Billboard, est certifié disque de platine aux États-Unis, et double disque de platine au Canada. La chanson est un clin d'œil au titre Come Sail Away de Styx et aborde le sujet de l'enlèvement par des extraterrestres[réf. nécessaire].
Le single gagne en visibilité lorsqu'il est utilisé dans Grinding the Crack, une vidéo de saut en wingsuit de Jeb Corliss,. Sail figure dans la bande-son du film Cartel qui sort en novembre 2013 et possède un clip parodique ayant été vu plus de 375 millions de fois sur Youtube (plus de quatre fois le nombre de vues du clip officiel sur YouTube). Ce clip parodique est l’œuvre de la youtubeuse Nanalew et a la participation de Tessa Violet. En France, Sail est utilisé en 2012 sur les antennes de France Télévisions pour les retransmissions des jeux olympiques de 2012, et depuis mars 2014 pour les spots publicitaires de la chaîne sportive franco-qatarie beIN Sports. Ce titre fait également partie de la bande originale du film De toutes nos forces de Nils Tavernier.
Le premier album du groupe, Megalithic Symphony, sort en ligne le 15 mars 2011, puis en version CD le 29 mars de la même année. Composé d'un total de 15 pistes, y compris les singles Sail, Not Your Fault, et Kill Your Heroes (produit par Brian West). Des bonus sont également offerts avec l'achat de l'album numérique en fonction de la sortie. Ces pistes comprennent Shoestrings, Swinging from the Castles et I've Been Dreaming.

### Run(2015–2016)
Le deuxième album, Run, annoncé initialement pour 2014, sera finalement disponible en mars 2015. En février 2015, le groupe apparaît sur la bande originale du film Cinquante nuances de Grey, Fifty Shades of Grey (Original Motion Picture Soundtrack), avec le titre I'm on Fire. Le 7 avril 2015, ils participent au talk-show américain Conan. Vers le 3 septembre 2015, Bruno confirme le départ du guitariste Drew Stewart, et son remplacement par le guitariste Zach Irons. Le 1er décembre 2015, Awolnation publie la chanson face-B Wichita Panama, de Run, pour l'événement Red Bull 20-Before-16. Le 22 février 2016, Awolnation le groupe publie le clip de Woman Woman pour Red Bull Records. Le 20 juin 2016, le groupe annonce une tournée d'été avec Prophets of Rage. Pendant cette tournée, Zach Irons quitte le groupe pendant la seconde partie avec Irontom.
Awolnation tournera plus de 80 dates en soutien à l'album Run en Europe et en Amérique du Sud.

### Troisième album (depuis 2016)
À la fin 2016 et début 2017, Awolnation commence à poster des messages cryptés concernant un nouvel album. Le 24 janvier 2017, Red Bull Records confirme sur Facebook le retour du groupe en studio. Le 7 février 2017, le bassiste Marc Walloch poste une photo sur Instagram de son home studio, et confirme la participation du producteur Eric Stenman. En mars 2017, le claviériste Kenny Carkeet annonce son départ du groupe pour former un autre groupe appelé Fitness. Le titre Passion composé en 2017 de l'album Here Come the Runts devient le titre phare du jeu vidéo PES 2019.

## Membres

### Membres actuels
- Aaron Bruno - chant
- Isaac Carpenter – batterie, percussions, chœurs (depuis 2014)
- Marc Walloch – basse, guitare rythmique, chœurs (depuis 2014)
- Zach Irons – guitare solo, chœurs (depuis 2015)
- Daniel Saslow – programming, keyboards (2016, depuis 2017)[20],[21]

### Anciens membres
- Jimmy Messer - guitare solo, chœurs (2009–2010)[22]
- Billy Mohler - guitare basse, chœurs (2009–2010)[23]
- David Amezcua - guitare basse, synthétiseurs, piano, orgue, chœurs (2010–2013)[24]
- Devin Hoffman - guitare basse (2013)[25]
- Hayden Scott – percussions (2009–2013)[23]
- Devin Bronson - guitare solo, chœurs (2014, remplaçant pour Drew Stewart pendant deux concerts)[26]
- Drew Stewart (Drublood) – guitare solo, backing vocals (2012–2015)[27]
- Christopher Thorn – guitare solo (2010–2012, 2016)[28]
- Kenny Carkeet (Y.A., Awol Assassin) – claviers, programmations, chœurs, guitare rythmique (2009–2016)[27]

## Discographie

### Albums studio
| Année | Description                                                                                          | Meilleure position | Meilleure position | Meilleure position |
| Année | Description                                                                                          | US                 | US Heat            | US Indie           |
| ----- | --- | ------------------ | ------------------ | ------------------ |
| 2011  | Megalithic Symphony - Sortie : 15 mars 2011 - Label : Red Bull Records - Format : Téléchargement, CD | 176                | 3                  | 25                 |
| 2015  | RUN - Sortie : 17 mars 2015 - Label : Red Bull Records                                               |                    |                    |                    |
| 2018  | Here Come The Runts - Sortie : 2 février 2018 - Label : Red Bull Records                             |                    |                    |                    |
| 2020  | Angel Miners & the Lightning Riders - Sortie : 24 avril 2020 - Label : Better Noise Music            |                    |                    |                    |

### EP
| Année | Description                                                                         |
| ----- | ----------------------------------------------------------------------------------- |
| 2010  | Back from Earth - Sortie : 18 mai 2010 - Label : Red Bull - Format : Téléchargement |

### Singles
| Année                                                      | Titre        | Meilleure position | Meilleure position | Meilleure position        | Meilleure position | Meilleure position | Meilleure position | Meilleure position | Certifications | Album               |
| Année                                                      | Titre        | US                 | US Alt             | Rock Songs (en) (US Rock) | CAN                | CAN Alt            | CAN Rock           | UK                 | Certifications | Album               |
| ---------------------------------------------------------- | ------------ | ------------------ | ------------------ | ------------------------- | ------------------ | ------------------ | ------------------ | ------------------ | -------------- | ------------------- |
| 2011                                                       | Sail         | 84                 | 5                  | 13                        | 48                 | 3                  | 21                 | 195                | - CAN: Gold    | Megalithic Symphony |
| 2011                                                       | Burn It Down | —                  | —                  | —                         | —                  | —                  | —                  | —                  |                | Megalithic Symphony |
| "—" indique que la sortie n'est pas apparue au classement. |              |                    |                    |                           |                    |                    |                    |                    |                |                     |